# Agneta Börjesson
Karin Agneta Börjesson, född 19 oktober 1957 i Kungsbacka, är en svensk politiker (miljöpartist). Hon var Miljöpartiets partisekreterare 2007–2011 och ordinarie riksdagsledamot 2010–2018, invald för Hallands läns valkrets.

## Biografi
Agneta Börjesson har varit aktiv medlem sedan 1985 och kom in i kommunfullmäktige 1988 i Kungsbacka. Sedan dess har hon verkat politiskt i såväl kommun- som landstingspolitiken. 1999–2002 satt hon i partiets partistyrelse och arbetsutskott som vice sammankallande.
Börjesson var åren 2002–2006 Miljöpartiets planeringschef på Finansdepartementet i regeringssamarbetet med Socialdemokraterna.
Hon valdes till ny partisekreterare på kongressen i maj 2007.

### Riksdagsledamot
Börjesson stod först på Miljöpartiets riksdagslista i Hallands län  1998, 2002 och 2006 men utan att partiet tog mandat. Även 2010 stod Börjesson etta.
Hon var ordinarie riksdagsledamot 2010–2018. I riksdagen var hon kvittningsperson 2014–2018 samt ledamot i konstitutionsutskottet 2014–2018, riksbanksfullmäktige 2014–2018 och Riksrevisionens parlamentariska råd 2014–2018. Hon var även suppleant i civilutskottet, finansutskottet, justitieutskottet, kulturutskottet och Nordiska rådets svenska delegation. Efter tiden som riksdagsledamot är Börjesson suppleant i riksbanksfullmäktige sedan 2018 och suppleant i Valprövningsnämnden sedan 2019.